# Club de artes de Montreal
El Club de artes de Montreal  es un organismo sin ánimo de lucro que tiene como objetivo ofrecer a los artistas de todas las disciplinas un conjunto de servicios, de apoyo financiero, de redes de contacto y de desarrollo de carreras en un entorno local, nacional e internacional. Tiene por mandato favorizar los intercambios interdisciplinarios en las artes. 
El Club de artes de Montreal persigue sus actividades especialmente mediante exposiciones y de inauguraciones con el fin de promover el levantamiento de Quebec y Canadá, de la misma manera que los artistas procedentes de culturas minoritarias y de las primeras naciones. 

## Historia
El Club de las artes de Montreal fue fundado en 1912. De entre sus miembros ha contado con artistas célebres como William Sutherland Maxwell (fundador y primer presidente, Maxwell que fue también el arquitecto de edificios parlamentarios en Régina y del Château Frontenac; él realizó también junto a su hermano el primer pabellón del Museo de bellas artes de Montreal, así como varias estaciones y hoteles de Canadá del pacífico), Guy Brock, William Brymner, Maurice Cullen, A. Y. Jackson (pintor miembro del Grupo de los Siete), James Wilson Morrice, Henri Hébert, Edmond Dyonnet, Alfred Laliberté, Adam Sheriff Scott, Thomas Garside, Robert Pilot, Gordon Pfeiffer y Lorne Bouchard. 
Muchos de sus miembros han formado o forman parte actualmente de la Academia real de artes de Canadá. Cabe mencionar, por ejemplo a Maurice Cullen, Henri Hébert, Edmond Dyonnet y recientemente, Umberto Bruni y Leslie Coppold.
Como aspecto a destacar, en 1996 El Club de las artes de Montreal permitió la adhesión de artistas de sexo femenino. El acceso a puestos de dirección fue abierto de la misma manera para hombres que para mujeres. Sin embargo, no fue hasta 2007 cuando una mujer fue nominada por primera vez en la dirección de la institución. La pintora y escritora Thérèse Deschambault asume desde entonces esta función. Con respecto a la vicepresidenta tuvo garantizado el puesto gracias al pianista Yannick Dumais.
Más recientemente, en febrero de 2008, una alianza con el Club Saint-James de Montreal se formó. Este alto nivel de encuentro permitirá de ahora en adelante crecer a los artistas de Montreal, así como exponer y de crear estrechos vínculos con la comunidad empresarial de Montreal al seno de esta institución de transición en la historia económica de Montreal. 
Institución artística
Organismo cultural de Montreal
- Datos: Q2980187